# Chylismia brevipes
Chylismia brevipes är en dunörtsväxtart. Chylismia brevipes ingår i släktet Chylismia och familjen dunörtsväxter.

## Underarter
Arten delas in i följande underarter:
- C. b. arizonica
- C. b. brevipes
- C. b. pallidula

## Bildgalleri

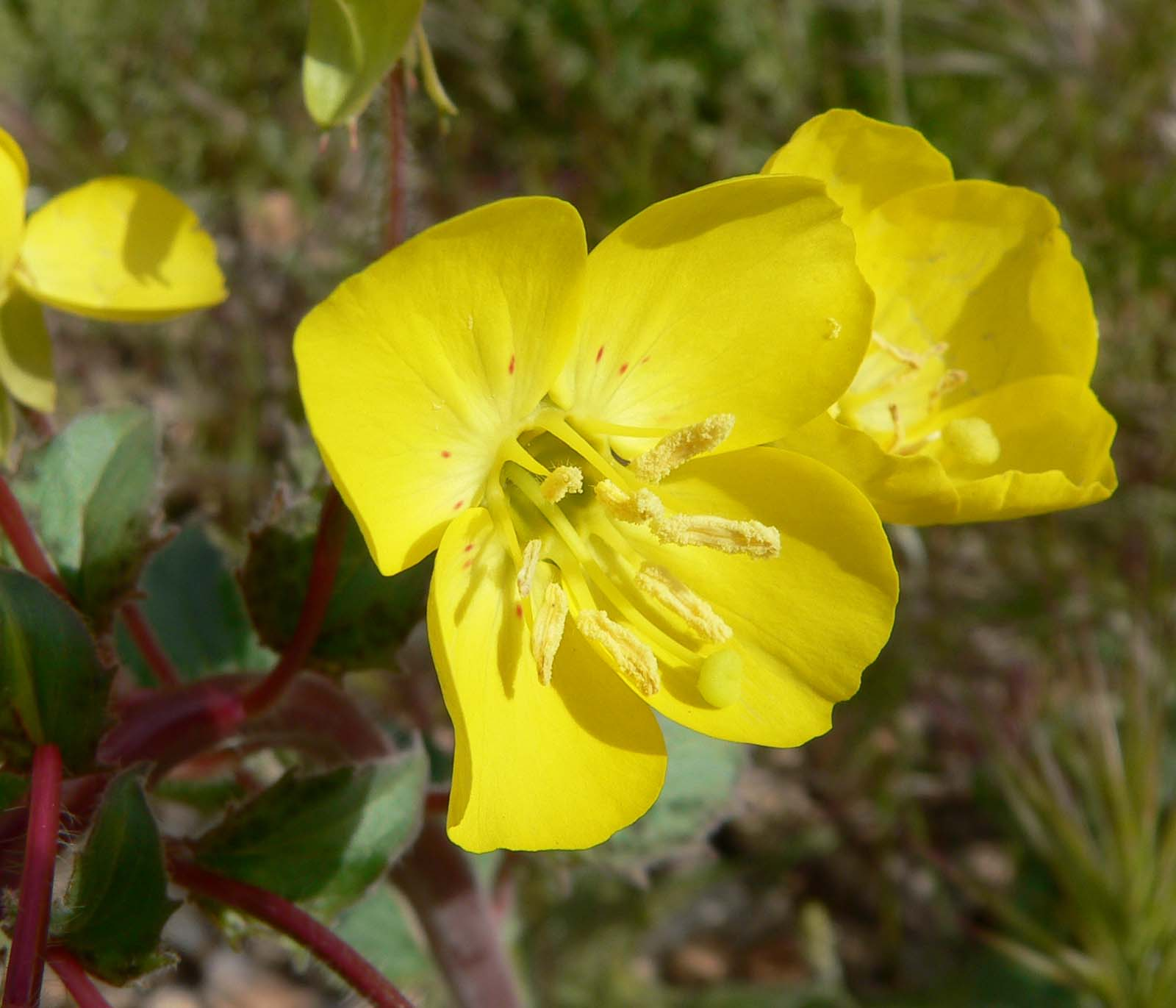
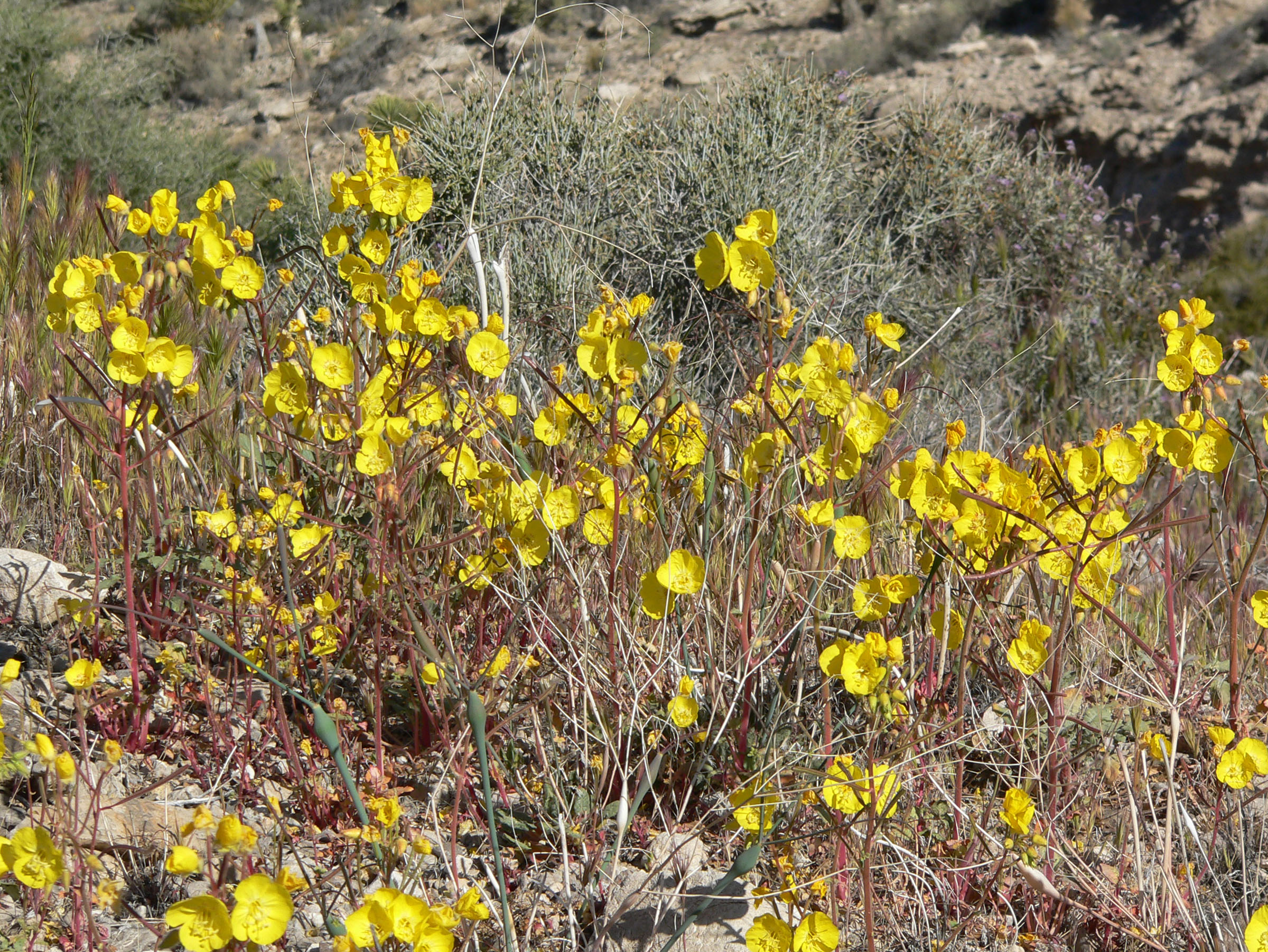
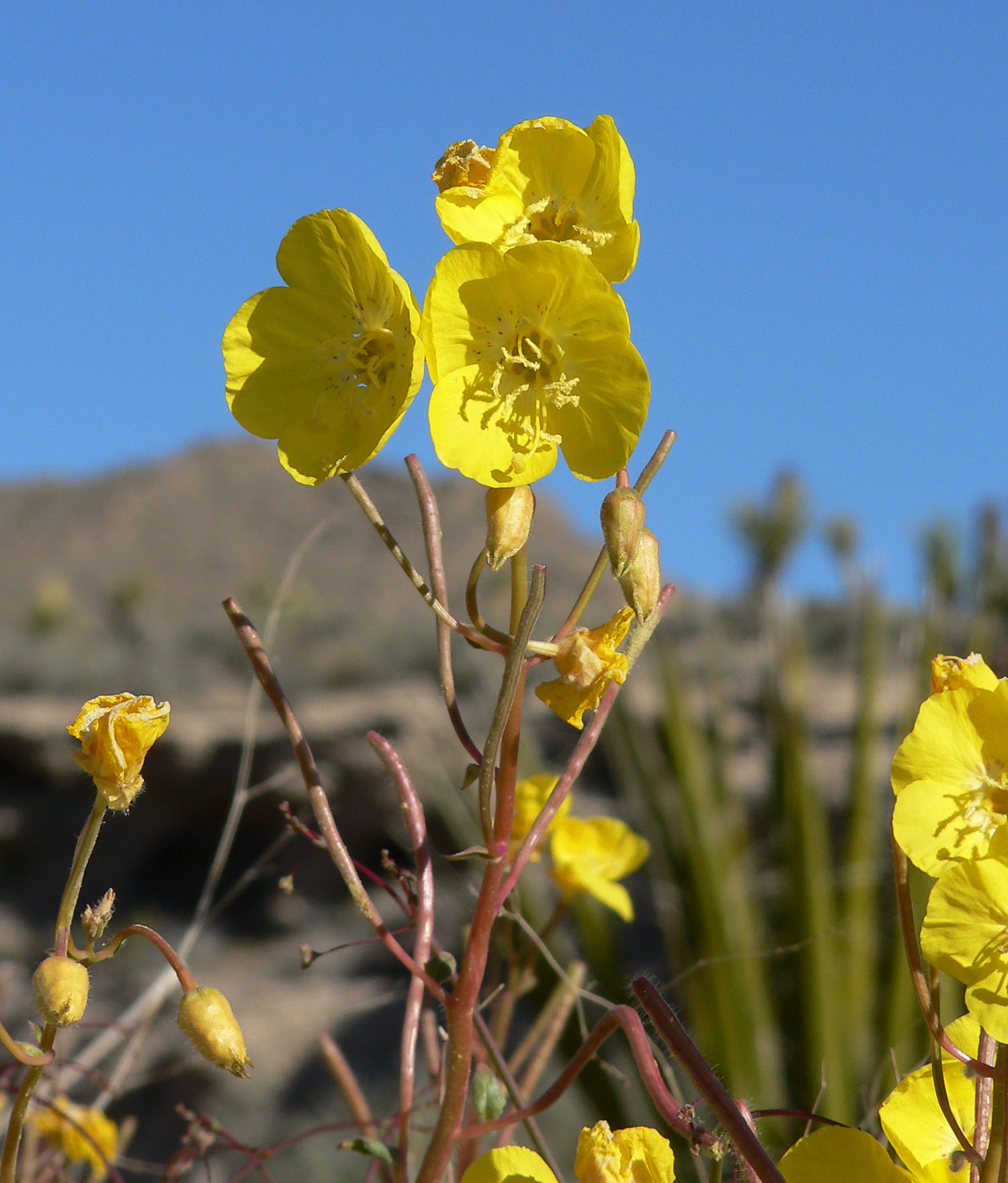
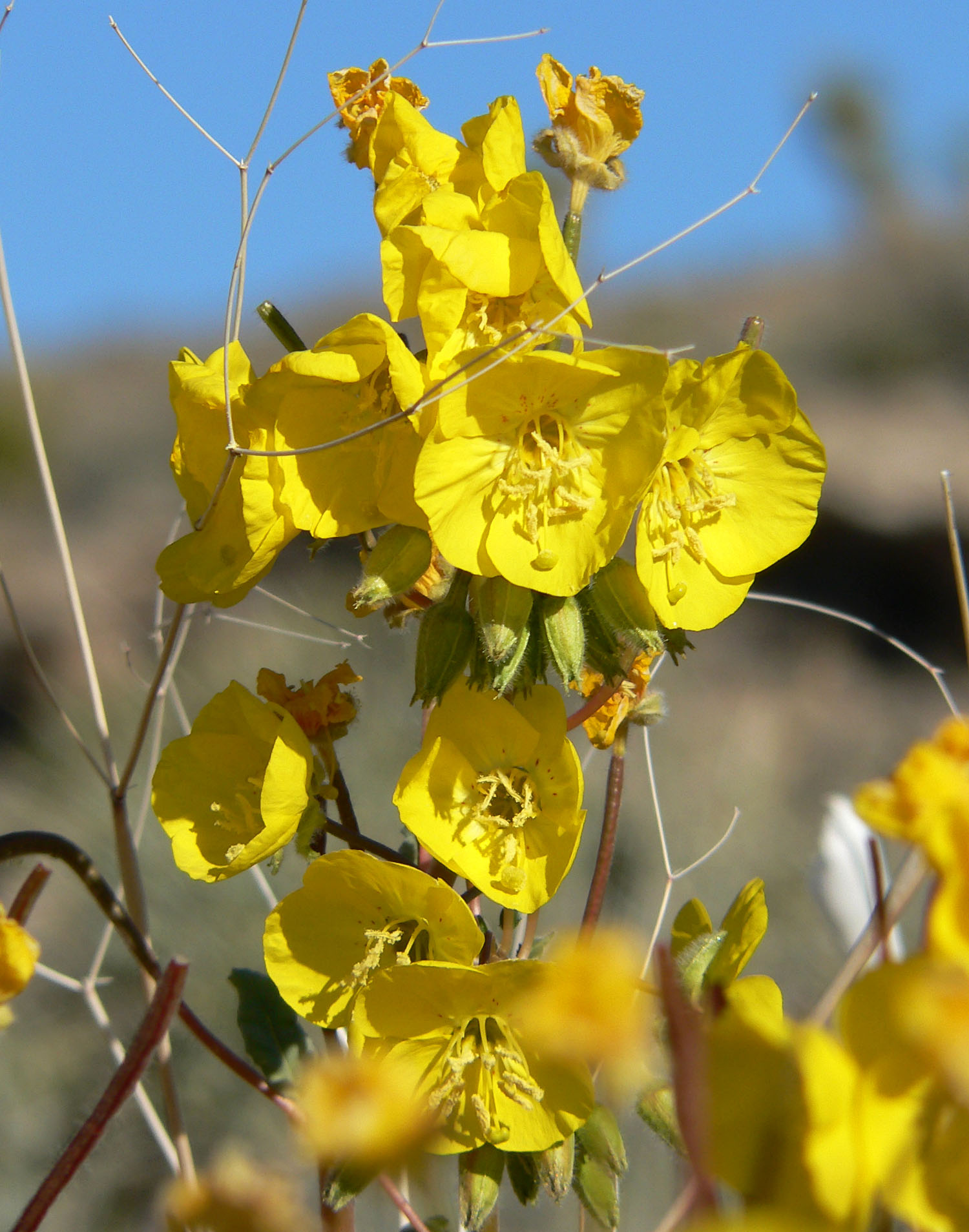
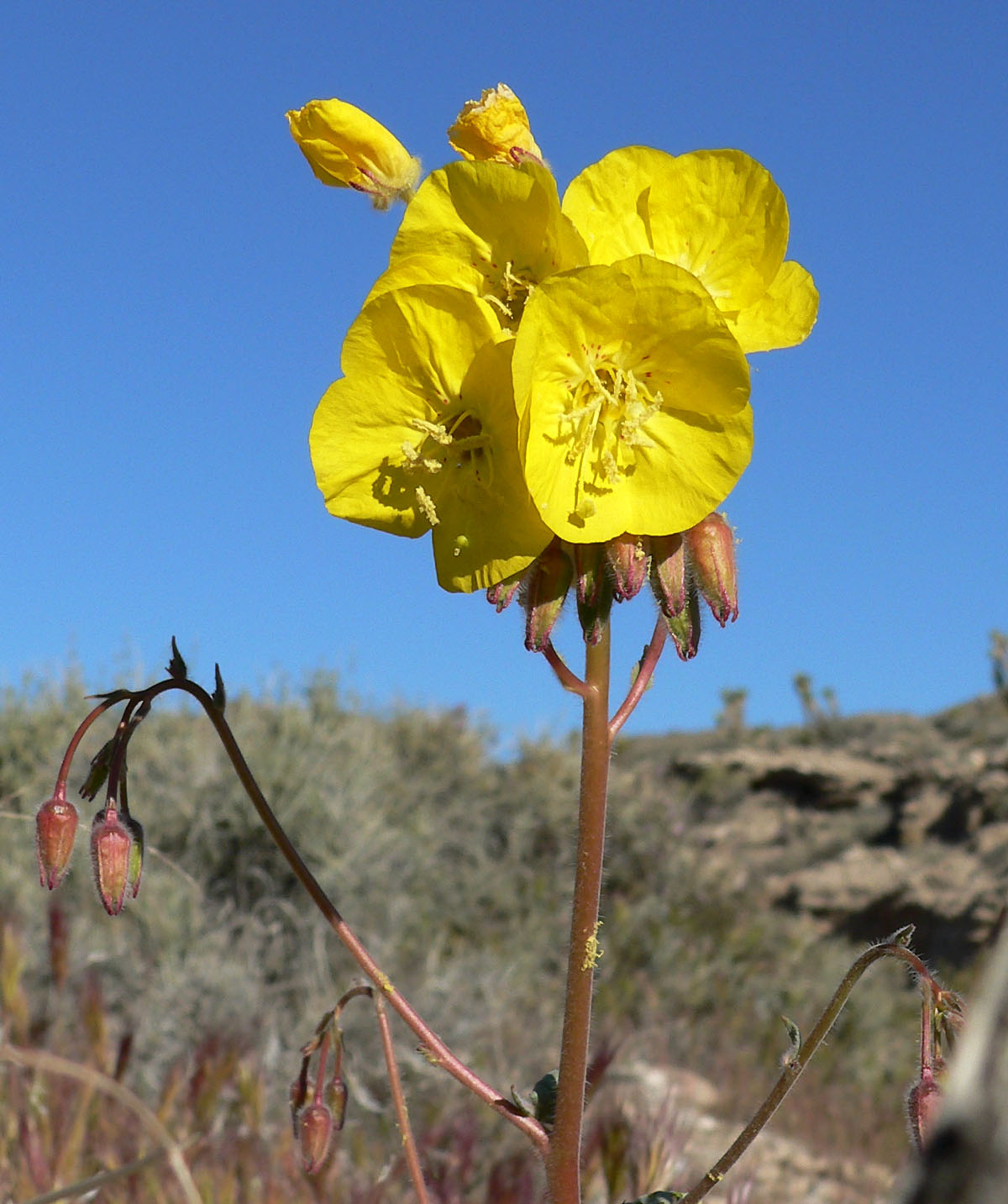
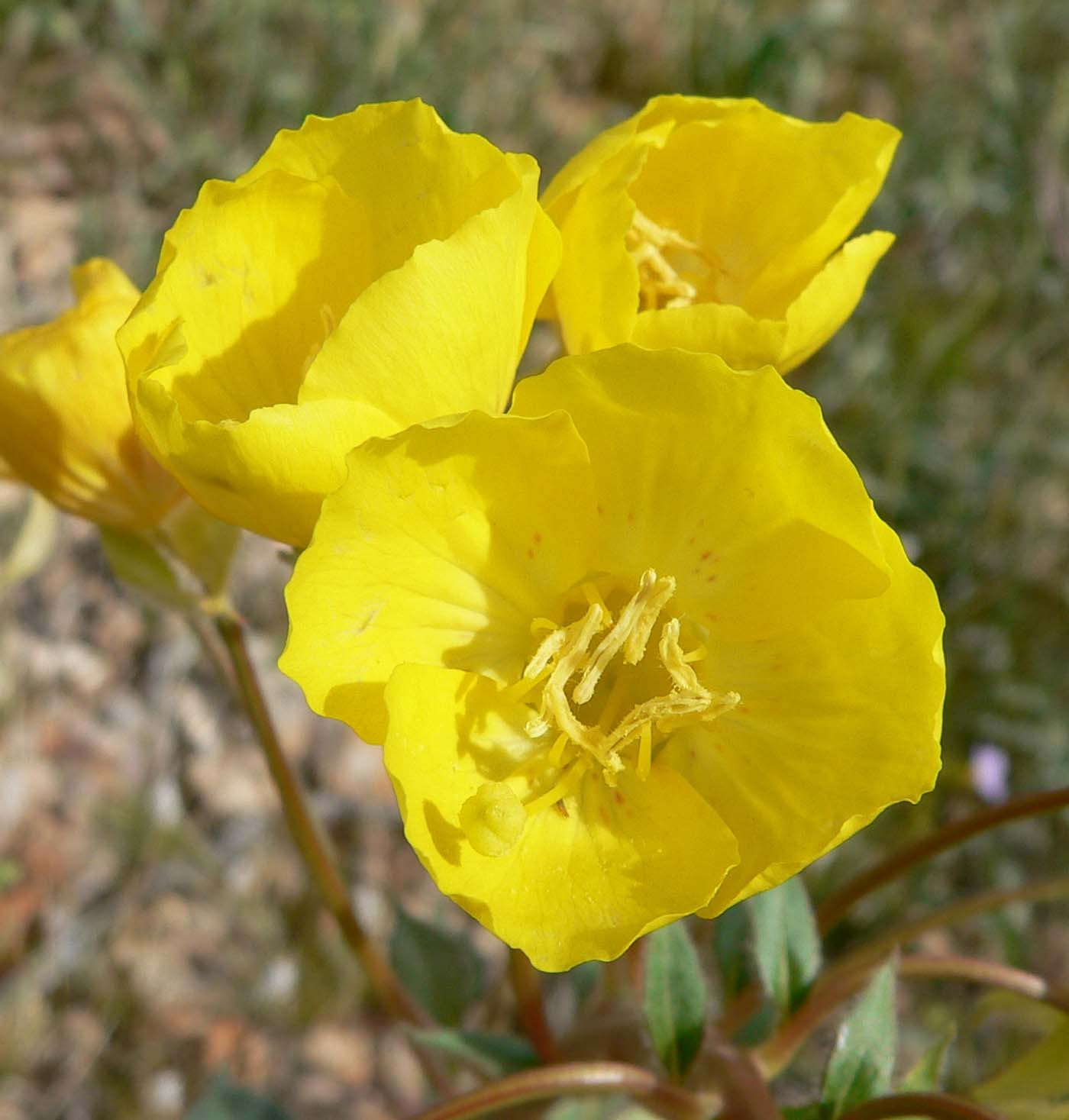